# Japan Women's Open 2016
Japan Women's Open 2016, oficiálním sponzorským názvem Hashimoto Sogyo Japan Women's Open Tennis 2016, byl tenisový turnaj pořádaný jako součást ženského okruhu WTA Tour, který se hrál na otevřených dvorcích s tvrdým povrchem tenisového centra Ariake Coliseum. Probíhal mezi 10. až 18. zářím 2016 v japonské metropoli Tokiu jako osmý ročník turnaje.
Turnaj s rozpočtem 250 000 dolarů patřil do kategorie WTA International. Nejvýše nasazenou hráčkou ve dvouhře se stala světová třicet dvojka Misaki Doiová z Japonska, kterou v úvodním kole vyřadila Běloruska Aljaksandra Sasnovičová. Jako poslední přímá účastnice do dvouhry nastoupila 105. hráčka žebříčku Tamira Paszeková z Rakouska.
V roce 2015 došlo ke změně dějiště, když byl turnaj z Ósaky přemístěn do Tokia.
Premiérovou singlovou trofej kariéry vybojovala 24letá Američanka Christina McHaleová, která na cestě za titulem strávila na dvorci přes 13 hodin v pěti dlouhých třísetových duelech. Deblovou část ovládla japonská dvojice Šúko Aojamová a Makoto Ninomijová.

## Distribuce bodů a finančních odměn

### Distribuce bodů
| Soutěž  | vítězky | finalistky | semifinalistky | čtvrtfinalistky | 16 v kole | 32 v kole | Q  | Q3 | Q2 | Q1 |
| ------- | ------- | ---------- | -------------- | --------------- | --------- | --------- | -- | -- | -- | -- |
| dvouhra | 280     | 180        | 110            | 60              | 30        | 1         | 18 | 14 | 10 | 1  |
| čtyřhra | 280     | 180        | 110            | 60              | 1         | —         | —  | —  | —  | —  |

### Finanční odměny
| Soutěž                                | vítězky | finalistky | semifinalistky | čtvrtfinalistky | 16 v kole | 32 v kole | Q      | Q2   | Q1   |
| ------------------------------------- | ------- | ---------- | -------------- | --------------- | --------- | --------- | ------ | ---- | ---- |
| dvouhra                               | $43 000 | $21 400    | $11 300        | $5 900          | $3 310    | $2 925    | $1 005 | $730 | $530 |
| čtyřhra                               | $12 300 | $6 400     | $3 435         | $1 820          | $960      | —         | —      | —    | —    |
| částky ve čtyřhře jsou uváděny na pár |         |            |                |                 |           |           |        |      |      |

## Ženská dvouhra

### Nasazení
| Stát                          | Hráčka                | WTA | Nasazení |
| ----------------------------- | --------------------- | --- | -------- |
| Japonsko                      | Misaki Doiová         | 32. | 1.       |
| Belgie                        | Yanina Wickmayerová   | 38. | 2.       |
| Kazachstán                    | Julia Putincevová     | 42. | 3.       |
| Švédsko                       | Johanna Larssonová    | 47. | 4.       |
| USA                           | Madison Brengleová    | 50. | 5.       |
| Čína                          | Čang Šuaj             | 51. | 6.       |
| USA                           | Christina McHaleová   | 55. | 7.       |
| Ukrajina                      | Kateryna Bondarenková | 59. | 8.       |
| Žebříček WTA k 29. srpnu 2016 |                       |     |          |

### Jiné formy účasti
Následující hráčky obdržely divokou kartu do hlavní soutěže:
- Misa Egučiová
- Eri Hozumiová
- Risa Ozakiová

Následující hráčky si zajistily postup do hlavní soutěže v kvalifikaci:
- Čang Su-džong
- Miju Katová
- Rebecca Petersonová
- Erika Semaová

Následující hráčka postoupila z kvalifikace jako tzv. šťastná poražená:
- Antonia Lottnerová[1]

### Odhlášení
před zahájením turnaje
- Misa Egučiová (poranění pravého kolene)[1] → nahradila ji Antonia Lottnerová
- Irina Falconiová → nahradila ji Kurumi Naraová
- Kirsten Flipkensová → nahradila ji Jana Čepelová
- Nicole Gibbsová → nahradila ji Magda Linetteová
- Sie Šu-wej → nahradila ji Anett Kontaveitová
- Kristína Kučová → nahradila ji Naomi Ósakaová
- Jeļena Ostapenková → nahradila ji Tamira Paszeková
- Anastasija Sevastovová → nahradila ji Nao Hibinová
- Wang Čchiang → nahradila ji Maria Sakkariová

## Ženská čtyřhra

### Nasazení
| Stát                                                                      | Hráčka                | Stát             | Hráčka             | WTA  | Nasazení |
| ------------------------------------------------------------------------- | --------------------- | ---------------- | ------------------ | ---- | -------- |
| Čína                                                                      | Sü I-fan              | Čína             | Čeng Saj-saj       | 46.  | 1.       |
| Ukrajina                                                                  | Kateryna Bondarenková | Čínská Tchaj-pej | Čuang Ťia-žung     | 98.  | 2.       |
| Srbsko                                                                    | Aleksandra Krunićová  | Česko            | Kateřina Siniaková | 99.  | 3.       |
| Čína                                                                      | Liang Čchen           | Čína             | Jang Čao-süan      | 114. | 4.       |
| Žebříček WTA k 29. srpnu 2016; číslo je součtem umístění obou členek páru |                       |                  |                    |      |          |

### Jiné formy účasti
Následující páry obdržely divokou kartu do hlavní soutěže:
- Daniela Hantuchová /  Alison Riskeová
- Kanae Hisamiová /  Kotomi Takahatová

## Přehled finále

### Ženská dvouhra
- Christina McHaleová vs.  Kateřina Siniaková,  3–6, 6–4, 6–4

### Ženská čtyřhra
- Šúko Aojamová /  Makoto Ninomijová vs.  Jocelyn Raeová /  Anna Smithová, 6–3, 6–3